# Municipio de Santa María Jaltianguis
El municipio de Santa María Jaltianguis es un municipio de 499 habitantes situado en el Distrito de Ixtlán, Oaxaca, México.

## Demografía
En el municipio habitan 499 personas, de las cuales 47% hablan una lengua indígena.

### Localidades
En el municipio se encuentran los siguientes poblados:
| Nombre de la localidad  | Población 2010 |
| Santa María Jaltianguis | 559            |
| Beetzitiaa              | 10             |
| La Cumbre               | 5              |
| Barrio San José         | 1              |

## Turismo
La zona boscosa que se encuentra en el municipio es ideal para practicar ecoturismo, los visitantes pueden practicar actividades al aire libre y hospedarse en cabañas. La población busca mantener este atractivo natural, el municipio cuenta con un aserradero certificado que busca mantener el bosque mientras se aprovechan sus recursos.